# Filgueira de Barranca
Filgueira de Barranca (llamada oficialmente San Pedro de Filgueira de Barranca) es una parroquia española del municipio de Oza-Cesuras, en la provincia de La Coruña, Galicia.

## Entidades de población
Entidades de población que forman parte de la parroquia:
- Amilladoiro (O Amilladoiro)
- Candeeiras (Candieiras)
- Cicho (O Cicho)
- Codeso (O Codeso)
- Costa (A Costa)
- Cousos (Os Cousos)
- Currás (Os Currás)
- Fiaños (Os Fiaños)
- Iglesario (O Igrexario)
- Juaniño (O Xuaniño)
- Naveiras (As Nabeiras)
- Oural (O Oural)
- Piñeiro
- Regidoira (A Rexidoira)
- Vilar (O Vilar)

## Demografía
| Gráfica de evolución demográfica de Filgueira de Barranca entre 2000 y 2019 |
|                                                                             |
| Datos según el nomenclátor publicado por el INE.                            |